# Juan de Lascaris-Castellar
Fra′ Giovanni Paolo Lascaris di Ventimiglia e Castellar (ur. 20 czerwca 1560, zm. 14 sierpnia 1657) – 57. wielki mistrz zakonu joannitów od 16 czerwca 1636 do 14 sierpnia 1657. Urodził się w rodzinie hrabiów Ventimiglia w Ligurii spokrewnionych z Laskarysami, którzy panowali w Cesarstwie Nicejskim w latach 1204–1261.
Do zakonu wstąpił w 1584 roku. Przez ponad trzydzieści lat żył w klasztorze, gdzie pełnił różne funkcje. Był odpowiedzialny w zaopatrzenie zakonu najpierw w ziarno, a następnie od 1615 roku za funkcjonowanie pieców w budynkach zakonu. W 1625 roku został mianowany dowódcą więzienia św. Antoniego, a w 1632 roku został wysłany jako ambasador zakonu na dwór króla Hiszpanii Filipa IV. W zakonie należał do Domu (langua) prowansalskiego. Po śmierci Wielkiego mistrza Antoine’a de Paule’a, Juan de Lascaris został wybrany z grona trzech kandydatów, w którym był późniejszy jego następca, Martin de Redin.
Po objęciu dowództwa nad zakonem Lascaris rozpoczął rozbudowę wcześniej istniejących umocnień wysp, m.in. Floriana Lines rozpoczętych w 1635 na polecenie de Paule’a. W latach 1637–1640 na jego polecenie zbudowano pięć wież obronno-obserwacyjnych zwanych wieżami Lascarisa, część z nich przetrwała do dzisiaj i są zabytkami Malty. Należą do nich m.in. Wieża Ta’ Lippija, Wieża Qawra. W późniejszych latach wzniesiono kolejne wieże: w 1649 wieżę Świętej Agaty, w 1650 wieżę Xlendi, w 1652 wieżę Dwejra. Dzieło Lascarisa było kontynuowane przez jego następcę, który dobudował kolejnych 13 wież tzw. wież de Redina.
W 1651 roku na polecenie Lascarisa zakon zakupił od francuskiej Compagnie des Îles de l'Amérique położoną na Morzu Karaibskim wyspy Saint Christopher, Saint Croix, Saint-Barthélemy i Saint-Martin. Po śmierci Lascarisa wyspy zostały ponownie sprzedane Francji.
W 1650 roku Lascaris wydał dekret, obowiązujący wszystkich członków zakonu na Malcie oraz w jego posiadłościach zagranicznych, w którym zakazał sprzedaży książek należących do zmarłych zakonników i nakazał przekazanie ich do biblioteki zakonu.
Został pochowany w głównej krypcie konkatedry św. Jana.